# Eleições autárquicas portuguesas de 1979 no distrito de Braga
| Eleições autárquicas portuguesas de 1979 Distritos: Aveiro \| Beja \| Braga \| Bragança \| Castelo Branco \| Coimbra \| Évora \| Faro \| Guarda \| Leiria \| Lisboa \| Portalegre \| Porto \| Santarém \| Setúbal \| Viana do Castelo \| Vila Real \| Viseu \| Açores \| Madeira |

## Resultados por concelho
Os resultados nos concelhos do distrito de Braga foram os seguintes:

### Amares
| Partido                 | Partido                   | Votos  | %               | +/-  | Vereadores | +/-     |
| ----------------------- | ------------------------- | ------ | --------------- | ---- | ---------- | ------- |
|                         | Centro Democrático Social | 3 961  | 46,51 / 100,00  | 8,57 | 4 / 7      | 2       |
|                         | Partido Social Democrata  | 2 513  | 29,51 / 100,00  | 2,33 | 2 / 7      | Estável |
|                         | Partido Socialista        | 1 449  | 17,02 / 100,00  | 8,29 | 1 / 7      | Estável |
|                         | Aliança Povo Unido        | 272    | 3,19 / 100,00   | 0,28 | 0 / 7      | Estável |
| Votos Inválidos         | Votos Inválidos           | 321    | 3,77 / 100,00   | 2,89 |            |         |
| Total                   | Total                     | 8 516  | 100,00 / 100,00 |      | 7 / 7      | 2       |
| Eleitorado/Participação | Eleitorado/Participação   | 10 976 | 77,59 / 100,00  | 2,98 |            |         |

### Barcelos
| Partido                 | Partido                   | Votos  | %               | +/-  | Vereadores | +/-     |
| ----------------------- | ------------------------- | ------ | --------------- | ---- | ---------- | ------- |
|                         | Partido Social Democrata  | 24 590 | 49,71 / 100,00  | 5,68 | 5 / 9      | Estável |
|                         | Centro Democrático Social | 11 090 | 22,42 / 100,00  | 1,22 | 2 / 9      | Estável |
|                         | Partido Socialista        | 8 632  | 17,45 / 100,00  | 3,05 | 2 / 9      | Estável |
|                         | Aliança Povo Unido        | 3 682  | 7,44 / 100,00   | 2,60 | 0 / 9      | Estável |
| Votos Inválidos         | Votos Inválidos           | 1 476  | 2,99 / 100,00   | 1,44 |            |         |
| Total                   | Total                     | 49 470 | 100,00 / 100,00 |      | 9 / 9      |         |
| Eleitorado/Participação | Eleitorado/Participação   | 59 219 | 83,54 / 100,00  | 5,81 |            |         |

### Braga
| Partido                 | Partido                   | Votos  | %               | +/-   | Vereadores | +/-     |
| ----------------------- | ------------------------- | ------ | --------------- | ----- | ---------- | ------- |
|                         | Partido Socialista        | 30 389 | 49,31 / 100,00  | 18,55 | 5 / 9      | 2       |
|                         | Centro Democrático Social | 12 733 | 20,66 / 100,00  | 6,85  | 2 / 9      | 1       |
|                         | Partido Social Democrata  | 9 836  | 15,96 / 100,00  | 3,64  | 1 / 9      | 1       |
|                         | Aliança Povo Unido        | 5 719  | 9,28 / 100,00   | 1,51  | 1 / 9      | Estável |
|                         | PCTP/MRPP                 | 617    | 1,00 / 100,00   | 0,86  | 0 / 9      | Estável |
|                         | União Democrática Popular | 529    | 0,86 / 100,00   | -     | 0 / 9      | -       |
| Votos Inválidos         | Votos Inválidos           | 1 095  | 1,78 / 100,00   | 4,05  |            |         |
| Total                   | Total                     | 61 624 | 100,00 / 100,00 |       | 9 / 9      |         |
| Eleitorado/Participação | Eleitorado/Participação   | 73 903 | 83,38 / 100,00  | 8,16  |            |         |

### Cabeceiras de Basto
| Partido                 | Partido                 | Votos  | %               | +/-   | Vereadores | +/-     |
| ----------------------- | ----------------------- | ------ | --------------- | ----- | ---------- | ------- |
|                         | Aliança Democrática     | 5 296  | 53,76 / 100,00  | Novo  | 4 / 7      | Novo    |
|                         | Partido Socialista      | 4 220  | 42,84 / 100,00  | 7,39  | 3 / 7      | Estável |
|                         | Aliança Povo Unido      | 121    | 1,23 / 100,00   | 1,00  | 0 / 7      | Estável |
| Votos Inválidos         | Votos Inválidos         | 214    | 2,18 / 100,00   | 2,02  |            |         |
| Total                   | Total                   | 9 851  | 100,00 / 100,00 |       | 7 / 7      |         |
| Eleitorado/Participação | Eleitorado/Participação | 11 329 | 86,95 / 100,00  | 13,15 |            |         |

### Celorico de Basto
| Partido                 | Partido                   | Votos  | %               | +/-   | Vereadores | +/-     |
| ----------------------- | ------------------------- | ------ | --------------- | ----- | ---------- | ------- |
|                         | Centro Democrático Social | 5 483  | 50,74 / 100,00  | 0,18  | 4 / 7      | Estável |
|                         | Partido Social Democrata  | 2 261  | 20,92 / 100,00  | 6,13  | 2 / 7      | 1       |
|                         | Partido Socialista        | 1 802  | 16,67 / 100,00  | 4,13  | 1 / 7      | Estável |
|                         | Aliança Povo Unido        | 720    | 6,66 / 100,00   | 7,48  | 0 / 7      | 1       |
| Votos Inválidos         | Votos Inválidos           | 541    | 5,01 / 100,00   | 2,98  |            |         |
| Total                   | Total                     | 10 807 | 100,00 / 100,00 |       | 7 / 7      |         |
| Eleitorado/Participação | Eleitorado/Participação   | 13 808 | 78,27 / 100,00  | 11,41 |            |         |

### Esposende
| Partido                 | Partido                   | Votos  | %               | +/-   | Vereadores | +/-     |
| ----------------------- | ------------------------- | ------ | --------------- | ----- | ---------- | ------- |
|                         | Centro Democrático Social | 7 088  | 52,62 / 100,00  | 14,11 | 5 / 7      | 2       |
|                         | Partido Social Democrata  | 3 973  | 29,49 / 100,00  | 2,37  | 2 / 7      | 1       |
|                         | Aliança Povo Unido        | 1 054  | 7,82 / 100,00   | 2,04  | 0 / 7      | Estável |
|                         | Partido Socialista        | 930    | 6,90 / 100,00   | 10,26 | 0 / 7      | 1       |
| Votos Inválidos         | Votos Inválidos           | 426    | 3,16 / 100,00   | 3,52  |            |         |
| Total                   | Total                     | 13 471 | 100,00 / 100,00 |       | 7 / 7      |         |
| Eleitorado/Participação | Eleitorado/Participação   | 16 711 | 80,61 / 100,00  | 6,53  |            |         |

### Fafe
| Partido                 | Partido                   | Votos  | %               | +/-   | Vereadores | +/-     |
| ----------------------- | ------------------------- | ------ | --------------- | ----- | ---------- | ------- |
|                         | Partido Socialista        | 10 937 | 46,86 / 100,00  | 13,65 | 4 / 7      | 1       |
|                         | Partido Social Democrata  | 8 386  | 35,93 / 100,00  | 0,27  | 3 / 7      | Estável |
|                         | Centro Democrático Social | 1 990  | 8,53 / 100,00   | 8,15  | 0 / 7      | 1       |
|                         | Aliança Povo Unido        | 1 243  | 5,33 / 100,00   | 2,95  | 0 / 7      | Estável |
| Votos Inválidos         | Votos Inválidos           | 786    | 3,37 / 100,00   | 2,80  |            |         |
| Total                   | Total                     | 23 342 | 100,00 / 100,00 |       | 7 / 7      |         |
| Eleitorado/Participação | Eleitorado/Participação   | 28 312 | 82,45 / 100,00  | 12,93 |            |         |

### Guimarães
| Partido                 | Partido                   | Votos  | %               | +/-  | Vereadores | +/-     |
| ----------------------- | ------------------------- | ------ | --------------- | ---- | ---------- | ------- |
|                         | Aliança Democrática       | 30 893 | 44,66 / 100,00  | Novo | 4 / 9      | Novo    |
|                         | Partido Socialista        | 24 776 | 35,82 / 100,00  | 4,31 | 4 / 9      | 1       |
|                         | Aliança Povo Unido        | 10 143 | 14,66 / 100,00  | 3,04 | 1 / 9      | Estável |
|                         | União Democrática Popular | 783    | 1,13 / 100,00   | -    | 0 / 9      | -       |
|                         | PCTP/MRPP                 | 693    | 1,00 / 100,00   | 0,22 | 0 / 9      | Estável |
| Votos Inválidos         | Votos Inválidos           | 1 882  | 2,73 / 100,00   | 2,33 |            |         |
| Total                   | Total                     | 69 170 | 100,00 / 100,00 |      | 9 / 9      |         |
| Eleitorado/Participação | Eleitorado/Participação   | 84 399 | 81,96 / 100,00  | 6,79 |            |         |

### Póvoa de Lanhoso
| Partido                 | Partido                  | Votos  | %               | +/-   | Vereadores | +/-     |
| ----------------------- | ------------------------ | ------ | --------------- | ----- | ---------- | ------- |
|                         | Partido Social Democrata | 6 252  | 62,05 / 100,00  | 24,65 | 5 / 7      | 2       |
|                         | Partido Socialista       | 2 251  | 22,34 / 100,00  | 6,41  | 2 / 7      | 1       |
|                         | Aliança Povo Unido       | 1 094  | 10,86 / 100,00  | 4,82  | 0 / 7      | Estável |
| Votos Inválidos         | Votos Inválidos          | 478    | 4,75 / 100,00   | 3,15  |            |         |
| Total                   | Total                    | 10 075 | 100,00 / 100,00 |       | 7 / 7      |         |
| Eleitorado/Participação | Eleitorado/Participação  | 12 296 | 81,94 / 100,00  | 11,03 |            |         |

### Terras de Bouro
| Partido                 | Partido                  | Votos | %               | +/-   | Vereadores | +/-     |
| ----------------------- | ------------------------ | ----- | --------------- | ----- | ---------- | ------- |
|                         | Partido Social Democrata | 3 602 | 70,67 / 100,00  | 20,75 | 4 / 5      | 1       |
|                         | Partido Socialista       | 956   | 18,76 / 100,00  | 2,40  | 1 / 5      | Estável |
|                         | Aliança Povo Unido       | 329   | 6,45 / 100,00   | 1,11  | 0 / 5      | Estável |
| Votos Inválidos         | Votos Inválidos          | 210   | 4,12 / 100,00   | 3,00  |            |         |
| Total                   | Total                    | 5 097 | 100,00 / 100,00 |       | 5 / 5      |         |
| Eleitorado/Participação | Eleitorado/Participação  | 6 434 | 79,22 / 100,00  | 6,46  |            |         |

### Vieira do Minho
| Partido                 | Partido                  | Votos  | %               | +/-   | Vereadores | +/-     |
| ----------------------- | ------------------------ | ------ | --------------- | ----- | ---------- | ------- |
|                         | Partido Social Democrata | 4 026  | 50,63 / 100,00  | 18,61 | 4 / 7      | 1       |
|                         | Partido Socialista       | 2 737  | 34,42 / 100,00  | 12,88 | 3 / 7      | 1       |
|                         | Aliança Povo Unido       | 751    | 9,44 / 100,00   | 1,00  | 0 / 7      | Estável |
| Votos Inválidos         | Votos Inválidos          | 438    | 5,51 / 100,00   | 4,62  |            |         |
| Total                   | Total                    | 7 952  | 100,00 / 100,00 |       | 7 / 7      |         |
| Eleitorado/Participação | Eleitorado/Participação  | 10 660 | 74,60 / 100,00  | 13,97 |            |         |

### Vila Nova de Famalicão
| Partido                 | Partido                 | Votos  | %               | +/-  | Vereadores | +/-     |
| ----------------------- | ----------------------- | ------ | --------------- | ---- | ---------- | ------- |
|                         | Aliança Democrática     | 26 230 | 50,18 / 100,00  | Novo | 5 / 9      | Novo    |
|                         | Partido Socialista      | 19 332 | 36,98 / 100,00  | 9,69 | 3 / 9      | Estável |
|                         | Aliança Povo Unido      | 5 548  | 10,61 / 100,00  | 0,75 | 1 / 9      | Estável |
|                         | PCTP/MRPP               | 0      | 0,00 / 100,00   | -    | 0 / 9      | -       |
| Votos Inválidos         | Votos Inválidos         | 1 162  | 2,23 / 100,00   | 1,67 |            |         |
| Total                   | Total                   | 52 272 | 100,00 / 100,00 |      | 9 / 9      |         |
| Eleitorado/Participação | Eleitorado/Participação | 63 196 | 82,71 / 100,00  | 4,50 |            |         |

### Vila Verde
| Partido                 | Partido                   | Votos  | %               | +/-   | Vereadores | +/-     |
| ----------------------- | ------------------------- | ------ | --------------- | ----- | ---------- | ------- |
|                         | Centro Democrático Social | 9 728  | 48,70 / 100,00  | 10,42 | 4 / 7      | 1       |
|                         | Partido Social Democrata  | 4 872  | 24,39 / 100,00  | 5,36  | 2 / 7      | 1       |
|                         | Partido Socialista        | 3 574  | 17,89 / 100,00  | 0,16  | 1 / 7      | Estável |
|                         | Aliança Povo Unido        | 998    | 5,00 / 100,00   | 0,92  | 0 / 7      | Estável |
| Votos Inválidos         | Votos Inválidos           | 802    | 4,01 / 100,00   | 2,04  |            |         |
| Total                   | Total                     | 19 974 | 100,00 / 100,00 |       | 7 / 7      |         |
| Eleitorado/Participação | Eleitorado/Participação   | 25 827 | 77,34 / 100,00  | 9,50  |            |         |